# Forte Tiburtina
Il Forte Tiburtina è uno dei 15 forti di Roma, edificati nel periodo compreso fra gli anni 1877 e 1891.

Si trova nel quartiere Q. XXII Collatino, nel territorio del Municipio Roma IV.

## Storia
Fu costruito a partire dal 1880 e terminato nel 1884, su una superficie di 23,8 ha, al quarto km di via Tiburtina, dalla quale prende il nome.
Adiacente al forte è presente la caserma militare della Brigata meccanizzata "Granatieri di Sardegna" (2º Reggimento), intitolata al capitano medaglia d'oro Albanese Ruffo, attiva fino ai primi anni duemila.